# خافيير فيت
خافيير فيت (بالهولندية: Javier Vet) (9 سبتمبر 1993 بأمستردام في الولايات المتحدة - ) هو لاعب كرة قدم هولندي في مركز الوسط. لعب مع نادي دوردريخت وAmsterdamsche FC ‏ والمير سيتي.

## روابط خارجية
- خافيير فيت على موقع قاعدة بيانات كرة القدم.إي يو (الإنجليزية)
- خافيير فيت على موقع Soccerway.com (الإنجليزية)
- خافيير فيت على موقع عالم كرة القدم.نت (الإنجليزية)